# Minqua
Els conestoga eren una tribu índia iroquesa, nom que ve de kanastoge, nom d'una de les seves viles a Pennsilvània. El seu autònim s'ha perdut, essent també anomenats susquehannock, nom que prové de l'algonquí i vol dir "gent del riu fangós", minqua, andaste o susquehanna, amb nombroses variants. Vivien al llarg de la badia de Chesapeake. El 1608 eren uns 8.000 individus, els darrers 20 foren assassinats el 1763. Vivien en ciutats fortificades, com la Confederació Iroquesa, eren agricultors semi-sedentaris, i hom creu que llur nom potser va agrupar una confederació de tribus, ja que va agrupar nombroses sub-tribus i clans.

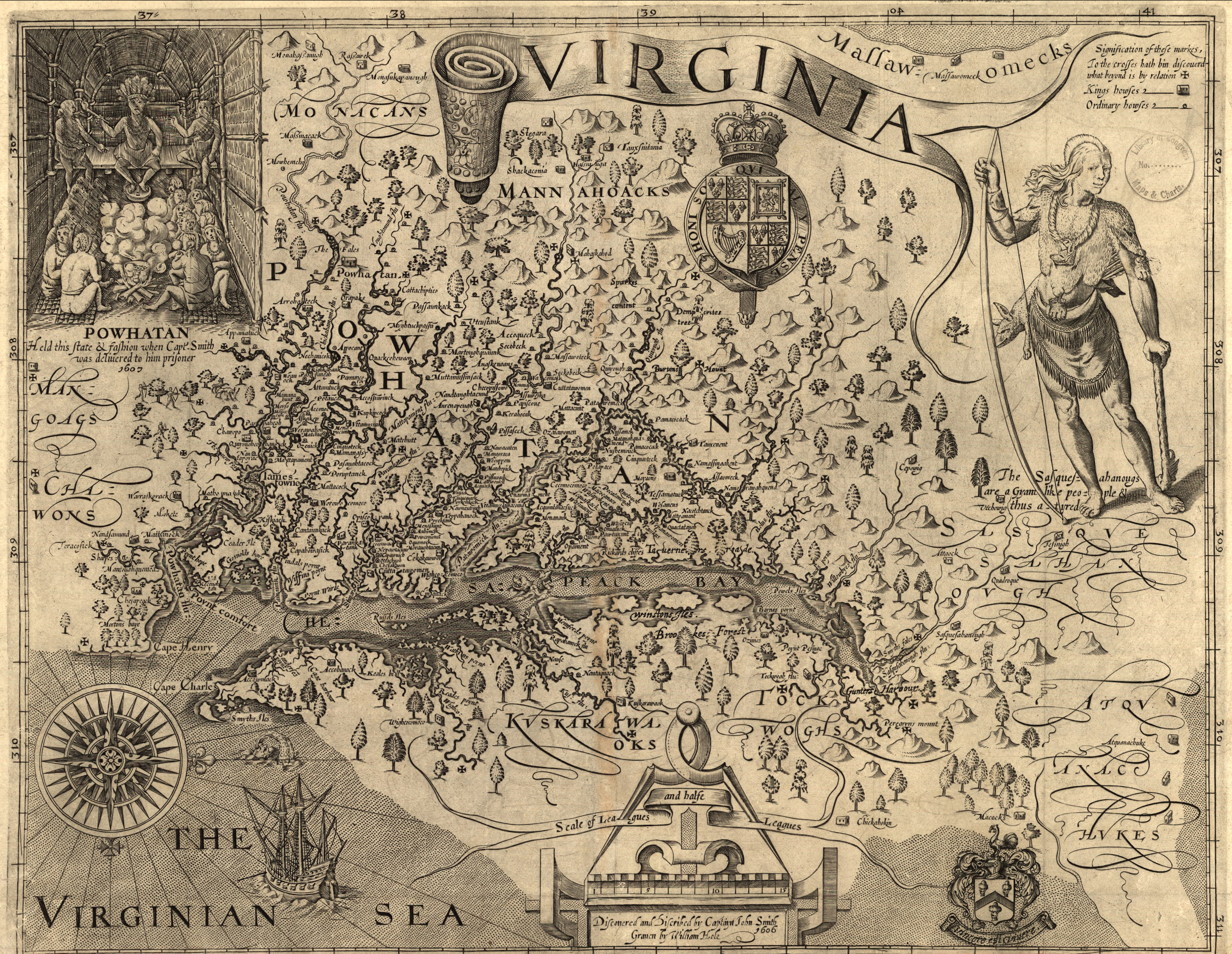
Mapa de Virgínia de John Smith, que representa les viles dels susquehannock a l'actual Pennsilvània a l'extrem dret

Foren visitats per primer cop per John Smith el 1608, qui els va descriure com a alts, forts i eficients. Cap al 1663 les seves viles eren defensades per petits canons, ja que eren sovint atacats pels iroquesos, que en feien guerres de desgast. Els francesos els anomenaren andaste, nom que prové del que els donaven els hurons, andastoerrhonon, i els neerlandesos minqua, que vol dir "traïdorenc".
Foren delmats numèricament per les malalties del blancs i els atacs dels colons i iroquesos. El 1675 foren derrotats per les Cinc Nacions i hagueren de traslladar-se al Nord i Oest, assetjats per anglesos i iroquesos. El 1682 signaren un tractat amb William Penn (fundador de Pennsilvània) i els permeteren viure a part de les seves terres de Pennsilvània.
El 1776 participaren en l'anomenada Guerra de Bacon per la política del comerç de pells. Aleshores es dividiren en dos grups: un es va unir i fondre amb els iroquesos, i l'altra es va establir a comtat de Lancaster (Pennsilvània) i s'uniria a la Guerra de Pontiac. Els que s'anaren amb els iroquesos s'uniren als oneida. Els altres restaren independents, i els 20 darrers supervivents foren exterminats el 1763 per un grup de fanàtics, els Paxton Boys, a causa de la rebel·lió índia a Pennsilvània.